# ウィリアム・ドーネイ (第6代ダウン子爵)

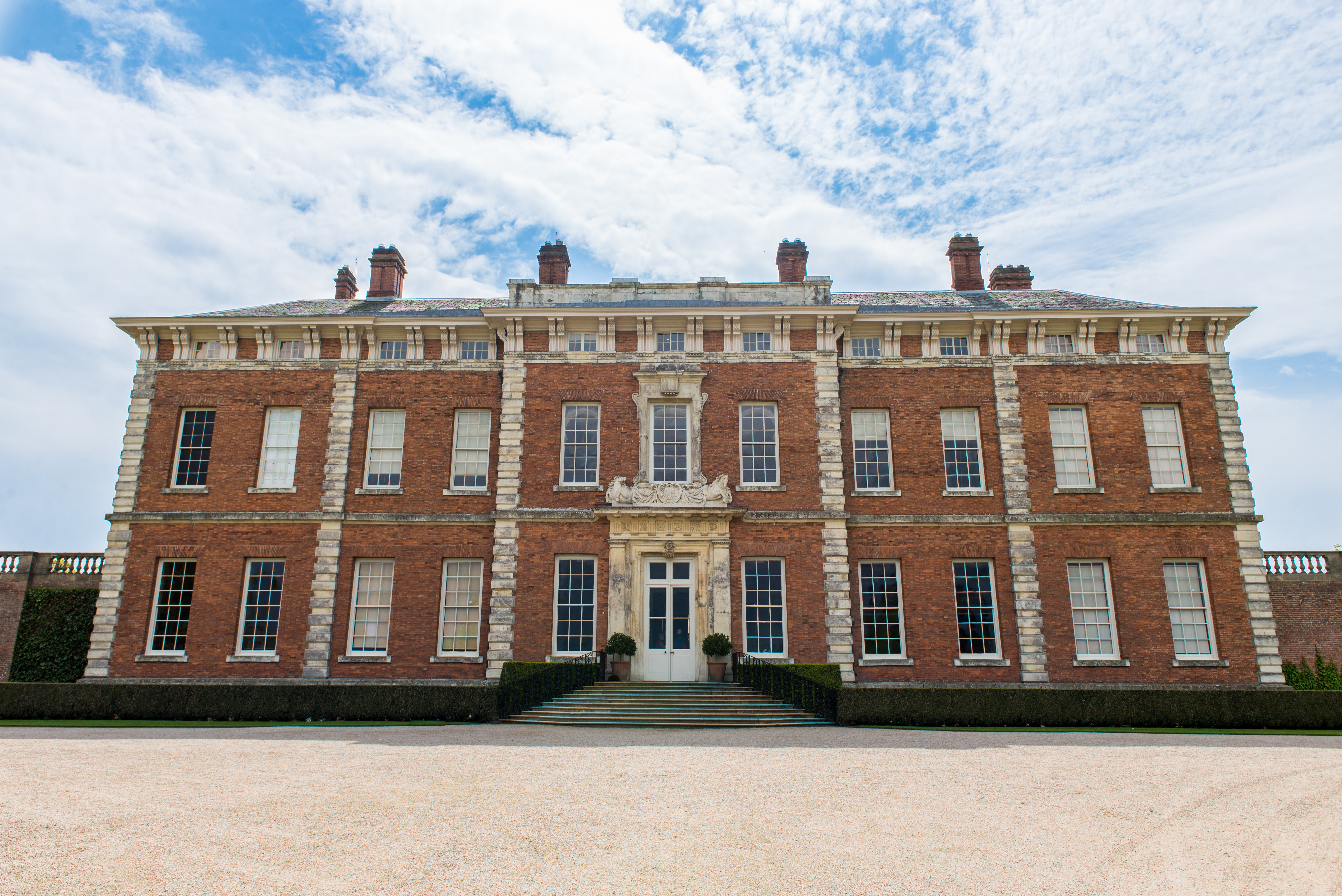
1827年に継承したベニングブラ・ホール、2019年撮影。

第6代ダウン子爵ウィリアム・ヘンリー・ドーネイ（英語: William Henry Dawnay, 6th Viscount Downe、1772年8月20日 – 1846年5月23日）は、アイルランド貴族。セザー、ソーマンビー、アッシュウェルの教区牧師を歴任した。

## 生涯
第4代ダウン子爵ジョン・ドーネイと妻ローラ（Lora、旧姓バートン（Burton）、1740年2月 – 1812年4月25日、ウィリアム・バートンの娘）の息子として、1772年8月20日に生まれ、レザーヘッドで洗礼を受けた。1777年から1789年までイートン・カレッジで教育を受けた後、1790年4月29日にオックスフォード大学クライスト・チャーチに入学、1795年にB.A.の学位を、1796年にM.A.の学位を修得した。
1798年にセザーとソーマンビー（いずれも現ノース・ヨークシャーの町）の教区牧師になり、1803年にラトランドにあるアッシュウェルの教区牧師に転じた。
1827年にマーガレット・アール（Margaret Earle、ジャイルズ・アールの妻）が死去すると、ベニングブラ・ホールを継承した。
1832年2月18日に兄ジョン・クリストファー・バートンが死去すると、ダウン子爵位を継承した。
1846年5月23日にベニングブラ・ホールで死去、同名の息子ウィリアム・ヘンリーが爵位を継承した。

## 家族
1811年6月6日、リディア・ヒースコート（Lydia Heathcote、1773年 – 1848年3月18日、ジョン・ヒースコートの娘）と結婚、2男1女をもうけた。
- ウィリアム・ヘンリー（1812年5月15日 – 1857年1月26日） - 第7代ダウン子爵
- リディア・フランシス・キャサリン（Lydia Frances Catherine、1814年ごろ – 1890年1月22日）
- パヤン（Payan、1815年11月18日 – 1891年6月17日） - 1829年にイートン・カレッジに在学[6]。1834年5月15日、オックスフォード大学クライスト・チャーチに入学した[3]。1851年、ヨークシャー州長官（英語版）を務めた[6]。